# Kłoniczki
Kłoniczki – kolonia w Polsce, położona w województwie łódzkim, w powiecie wieruszowskim, w gminie Lututów.
| SIMC    | Nazwa | Rodzaj        |
| ------- | ----- | ------------- |
| 0706616 | Wiry  | część kolonii |

W latach 1975–1998 miejscowość administracyjnie należała do województwa sieradzkiego.